# Діогеніти
Діогеніти — група кам'яних метеоритів типу ахондритів. Разом з говардитами та евкритами об'єднується в клан HED-метеоритів (англ. howardite-eucrite-diogenite). Вважається, що HED-метеорити походять з астероїда 4 Веста, причому діогеніти утворилися на більших глибинах, ніж говардити та евкрити і тому зазнали модифікації під дією більш високих температур. Відомо близько 40 метеоритів групи діогенітів.

## Походження та склад
Діогеніти складаються з магматичних порід плутонічного походження. Коли Веста вичерпала свої джерела тепла (зокрема, коли закінчився розпад алюмінію-26), Веста повільно охолонула і її речовина глибоко в її корі повільно затверділа, утворивши діогеніти. Протягом цього повільного охолодження в діогенітах встигли вирости кристали, більші ніж в евкритах, утворених на менших глибинах під дією швидшого охолодження. Після зіткнень Вести з меншими астероїдами, діогеніти були викинуті в космос, певний час мандрували Сонячною системою, і деякі з них впали на Землю.
Діогеніти переважно складаються з багатих на магній ортопироксенів з невеликою кількістю плагіоклазу та олівіну.

## Назва
Діогеніти названі на честь Діогена Аполлонійського, давньогрецького філософа, який першим припустив космічне походження метеоритів.